# Handegate (sockenhuvudort i Kina, Xinjiang Uygur Zizhiqu, Altay Diqu, lat 47,77, long 88,38)
Handegate (kinesiska: 汗德尕特, 汗德尕特蒙古族乡, 汗德尕特乡) är en sockenhuvudort i Kina. Den ligger i prefekturen Altay Diqu och den autonoma regionen Xinjiang, i den nordvästra delen av landet, omkring 450 kilometer norr om regionhuvudstaden Ürümqi. Antalet invånare är 3 578. Befolkningen består av 1 682 kvinnor och 1 896 män. Barn under 15 år utgör 19,0 %, vuxna 15-64 år 74 %, och äldre över 65 år 5,0 %.
Runt Handegate är det glesbefolkat, med 15 invånare per kvadratkilometer. Närmaste större samhälle är Hongdun, 13,1 km väster om Handegate. Trakten runt Handegate består i huvudsak av gräsmarker.
Genomsnittlig årsnederbörd är 280 millimeter. Den regnigaste månaden är juli, med i genomsnitt 42 mm nederbörd, och den torraste är februari, med 9 mm nederbörd.